# Marian Álvarez-Buylla
Marian Álvarez-Buylla o Maryan Álvarez-Builla Gómez, (Asturias, 19??) es una investigadora y arquitecta española especialista en patrimonio arquitectónico y paisaje cultural.

## Trayectoria
Álvarez-Buylla nació en Asturias y se trasladó a estudiar arquitectura a Madrid, se tituló arquitecta en 1973 en la Escuela Técnica Superior de Arquitectura de Madrid (ETSAM) y se doctoró en la Universidad Politécnica de Madrid (UPM), en 2004 con la tesis Descripción y análisis gráfico de la vivienda mínima. Evolución y vigencia de sus principios dirigida por Julio Vidaurre Jofre. Fue profesora de dibujo técnico y de Análisis de Formas Arquitectónicas en la ETSAM. Como investigadora arquitecta se especializó en patrimonio arquitectónico, realizando numerosas publicaciones así como obras de rehabilitación.  
Además de su trabajo docente, Álvarez-Buylla participa en debates académicos, congresos y encuentros sobre temas de patrimonio en los que expone los resultados de su labor investigadora. También trabaja como profesional independiente. Ha realizado proyectos de intervención en edificios históricos recuperando patrimonio histórico en diferentes ciudades. Destacar los proyectos realizados en la cárcel de Ávila reconvertida en archivo y en la catedral de Cuenca (España). 
Conferenciante habitual de Jornadas de Patrimonio industrial como las organizadas por Incuna, asociación asturiana dedicada a la recuperación y promoción de la herencia histórica de edificios industriales, mineros y metalúrgicos que se encuentran en territorios asturianos. Así, en 2015, en las XVII Jornadas Internacionales Álvarez-Buylla participó exponiendo la rehabilitación llevada a cabo en la prisión de Ávila para reconvertirla en un archivo. Una antigua cárcel, que anteriormente fue un convento, situada junto a la muralla de  Ávila reacondicionada para un archivo de documentos, que lleva funcionando desde que acabó la obra en 2008. Proyecto al que dedicó seis años de trabajo desde 2002 hasta su inauguración en 2008. Además de la rehabilitación de la prisión, también diseñó el entorno para adecuar los espacios públicos como plazas.
Álvarez-Buylla trabaja como profesional arquitecta. Desde el año 1971 a 1979 colaboró en varios proyectos en el estudio de Fernando Higueras, la vivienda unifamiliar “La Macarrona” en Somosaguas, la vivida unifamiliar para Rafaela Huarte en El Plantío, o  un concurso de Escuelas para el Ministerio de Educación y Ciencia (1977-1979) entre otros. Entre 1983 y 1985 proyectó varios edificios residenciales en la provincia de Cáceres. En 1985 funda junto al arquitecto Joaquín Ibáñez Montoya un estudio de arquitectura que ha proyectado numerosos trabajos de obra nueva y de restauración de edificios históricos. En la catedral de Santa María de Cuenca, realizaron intervenciones de conservación durante tres décadas.
El estudio de Álvarez-Buylla realizó numerosos proyectos de intervención en el patrimonio cultural arquitectónico y urbano, para Iberoamérica y España. Durante los años 1986 a 1990 realizó en San Juan de Puerto Rico, la rehabilitación de la Fortaleza de Santa Catalina (Puerto Rico) sede del Palacio del Gobierno, y el proyecto del pabellón de la Paz en el Parque Muñoz Rivera. En 2003 trabajó en Arequipa, Perú, elaborando el Programa de Preservación del patrimonio Cultural para el Valle del Colca.
Otros trabajos realizados incluyen el Museo arqueológico en el castillo de Burgos, el Campus universitario de la Universidad de Alcalá de Henares. Además, Álvarez-Buylla participa en conferencias y numerosas publicaciones sobre edificios residenciales e intervención en patrimonio cultural.

## Obras seleccionadas

### Urbanismo
- 1982 Plan Especial de Rehabilitación del Casco Histórico de Trujillo (España)
- 1993 Estudio de Rehabilitación del Centro Histórico de Alcalá de Henares
- 2005 Plan Especial del Casco Histórico de La Granja de San Ildefonso Segovia

### Catedral de Cuenca
- 1994 Proyecto Básico de Rehabilitación del Claustro de la Catedral de Cuenca (España).
- 1997 Proyecto de Restauración de las naves principales, y proyecto de reordenación de la Capilla de la Girola de la Catedral de Cuenca
- 1998 Plan Director y Proyecto de consolidación y Restauración del claustro de la Catedral de Cuenca
- 1999 Proyecto de Restauración del Área del Patio de la Limosna. Proyecto de conservación de la Torre linterna y Capilla del Dr. Muñoz
- 2003 - 2004 Proyecto de Rehabilitación de las capillas y Anexos a la Girola
- 2008 - 2010 Proyecto de Ejecución para “Restauración de la parte superior de la Torre Linterna y del Claustro”[12]